# Liste der Nummer-eins-Hits in Italien (1988)
Diese Liste der Nummer-eins-Hits basiert auf den Charts des italienischen Musikmagazins Musica e dischi im Jahr 1988. Es gab in diesem Jahr 17 Nummer-eins-Singles und 15 Nummer-eins-Alben.

## Singles
| ← 1987 ← | Liste der Nummer-eins-Hits in Italien (M&D) | Liste der Nummer-eins-Hits in Italien (M&D) | Liste der Nummer-eins-Hits in Italien (M&D)                              | 1989 → |
| \| Zeitraum \| Wo. ges. \| Interpret \| Titel Autor(en) \| Zusätzliche Informationen \| \| (Zeitraum, Wochen auf Platz eins, Interpret, Titel, Autor[en], zusätzliche Informationen) \| \| \| \| \| \| ----------------------------------------------------------------------------------------- \| -------- \| --------------- \| ------------------------------------------------------------------------ \| ------------------------------------------------------------------------------------------------------------------------------------------------------------------------------------------------------------------- \| \| 52. Woche 1987 – 1. Woche 1988 3 Wochen (insgesamt 3) \| 3 \| Los Lobos \| La Bamba Ritchie Valens \| Mit ihrer Coverversion des mexikanischen Volksliedes, die den Titelsong des gleichnamigen Films von 1987 bildet, landeten Los Lobos einen Welthit. \| \| 2.–4. Woche 3 Wochen (insgesamt 5) \| 5 \| M/A/R/R/S \| Pump Up the Volume Steve Young, Martyn Young \| – \| \| 5.–6. Woche 2 Wochen \| 2 \| Rick Astley \| Whenever You Need Somebody Stock Aitken Waterman \| – \| \| 7.–9. Woche 3 Wochen \| 3 \| Guesch Patti \| Étienne Guesch Patti, Vincent Bruley \| – \| \| 10.–14. Woche 5 Wochen \| 5 \| Massimo Ranieri \| Perdere l’amore Marcello Marrocchi, Giampiero Artegiani \| Das Siegerlied des Sanremo-Festivals 1988 stieg direkt auf Platz eins ein. \| \| 15. Woche 1 Woche (insgesamt 2) \| 2 \| Paul McCartney \| Once Upon a Long Ago Paul McCartney \| Nach einem Auftritt mit George Harrison beim Sanremo-Festival stieg Paul McCartneys Song in seiner 18. Chartwoche auf Platz eins auf. \| \| 16.–19. Woche 4 Wochen \| 4 \| Luca Barbarossa \| L’amore rubato Luca Barbarossa \| Auch der Sanremo-Drittplatzierte konnte mit seinem Lied die Chartspitze erreichen. \| \| 20. Woche 1 Woche \| 1 \| A-ha \| Stay on These Roads Pål Waaktaar-Savoy, Magne Furuholmen, Morten Harket \| Die norwegische Band hatte das Lied beim Sanremo-Festival präsentiert. \| \| 21.–22. Woche 2 Wochen \| 2 \| Eighth Wonder \| I’m Not Scared Neil Tennant, Chris Lowe \| Die Gruppe war mit dem Lied beim Sanremo-Festival aufgetreten. \| \| 23.–27. Woche 5 Wochen \| 5 \| Jovanotti \| Gimme Five Jovanotti, Claudio Cecchetto, Michele Centonze, David Sabiu \| Mit der ersten Single aus seinem Debütalbum Jovanotti for President nahm der römische Rapper und Sänger am Wettbewerb Festivalbar 1988 teil und gewann den Preis für Entdeckung des Jahres (rivelazione dell’anno). \| \| 28.–34. Woche 7 Wochen \| 7 \| Nick Kamen \| Tell Me Nick Kamen, Patrick Leonard, David Williams \| Auch Nick Kamen nahm am Festivalbar-Wettbewerb teil. \| \| 35.–36. Woche 2 Wochen \| 2 \| Eddy Grant \| Gimme Hope Jo’anna Eddy Grant \| Auch Eddy Grant nahm mit seiner Anti-Apartheid-Hymne am Festivalbar-Wettbewerb teil. \| \| 37.–40. Woche 4 Wochen \| 4 \| Jovanotti \| Gimme Five 2 Jovanotti, Claudio Cecchetto, Michele Centonze, David Sabiu \| – \| \| 41. Woche 1 Woche (insgesamt 7) \| 7 \| Duran Duran \| I Don’t Want Your Love Duran Duran \| – \| \| 42. Woche 1 Woche \| 1 \| U2 \| Desire U2 \| – \| \| 43.–48. Woche 6 Wochen (insgesamt 7) \| 7 \| Duran Duran \| I Don’t Want Your Love Duran Duran \| – \| \| 49.–50. Woche 2 Wochen \| 2 \| Jovanotti \| È qui la festa? Claudio Cecchetto, Jovanotti, Stefano Tirone \| – \| \| 51.–52. Woche 2 Wochen \| 2 \| Phil Collins \| A Groovy Kind of Love Carole Bayer Sager \| Collins nahm die Coverversion für den Soundtrack des Films Buster auf. \| |                                             |                                             |                                                                          | |
| ← 1987 |                                             |                                             |                                                                          | → 1989 → |
| Zeitraum | Wo. ges.                                    | Interpret                                   | Titel Autor(en)                                                          | Zusätzliche Informationen |
| (Zeitraum, Wochen auf Platz eins, Interpret, Titel, Autor[en], zusätzliche Informationen) |                                             |                                             |                                                                          | |
| 52. Woche 1987 – 1. Woche 1988 3 Wochen (insgesamt 3) | 3                                           | Los Lobos                                   | La Bamba Ritchie Valens                                                  | Mit ihrer Coverversion des mexikanischen Volksliedes, die den Titelsong des gleichnamigen Films von 1987 bildet, landeten Los Lobos einen Welthit.                                                                  |
| 2.–4. Woche 3 Wochen (insgesamt 5) | 5                                           | M/A/R/R/S                                   | Pump Up the Volume Steve Young, Martyn Young                             | – |
| 5.–6. Woche 2 Wochen | 2                                           | Rick Astley                                 | Whenever You Need Somebody Stock Aitken Waterman                         | – |
| 7.–9. Woche 3 Wochen | 3                                           | Guesch Patti                                | Étienne Guesch Patti, Vincent Bruley                                     | – |
| 10.–14. Woche 5 Wochen | 5                                           | Massimo Ranieri                             | Perdere l’amore Marcello Marrocchi, Giampiero Artegiani                  | Das Siegerlied des Sanremo-Festivals 1988 stieg direkt auf Platz eins ein. |
| 15. Woche 1 Woche (insgesamt 2) | 2                                           | Paul McCartney                              | Once Upon a Long Ago Paul McCartney                                      | Nach einem Auftritt mit George Harrison beim Sanremo-Festival stieg Paul McCartneys Song in seiner 18. Chartwoche auf Platz eins auf.                                                                               |
| 16.–19. Woche 4 Wochen | 4                                           | Luca Barbarossa                             | L’amore rubato Luca Barbarossa                                           | Auch der Sanremo-Drittplatzierte konnte mit seinem Lied die Chartspitze erreichen. |
| 20. Woche 1 Woche | 1                                           | A-ha                                        | Stay on These Roads Pål Waaktaar-Savoy, Magne Furuholmen, Morten Harket  | Die norwegische Band hatte das Lied beim Sanremo-Festival präsentiert. |
| 21.–22. Woche 2 Wochen | 2                                           | Eighth Wonder                               | I’m Not Scared Neil Tennant, Chris Lowe                                  | Die Gruppe war mit dem Lied beim Sanremo-Festival aufgetreten. |
| 23.–27. Woche 5 Wochen | 5                                           | Jovanotti                                   | Gimme Five Jovanotti, Claudio Cecchetto, Michele Centonze, David Sabiu   | Mit der ersten Single aus seinem Debütalbum Jovanotti for President nahm der römische Rapper und Sänger am Wettbewerb Festivalbar 1988 teil und gewann den Preis für Entdeckung des Jahres (rivelazione dell’anno). |
| 28.–34. Woche 7 Wochen | 7                                           | Nick Kamen                                  | Tell Me Nick Kamen, Patrick Leonard, David Williams                      | Auch Nick Kamen nahm am Festivalbar-Wettbewerb teil. |
| 35.–36. Woche 2 Wochen | 2                                           | Eddy Grant                                  | Gimme Hope Jo’anna Eddy Grant                                            | Auch Eddy Grant nahm mit seiner Anti-Apartheid-Hymne am Festivalbar-Wettbewerb teil. |
| 37.–40. Woche 4 Wochen | 4                                           | Jovanotti                                   | Gimme Five 2 Jovanotti, Claudio Cecchetto, Michele Centonze, David Sabiu | – |
| 41. Woche 1 Woche (insgesamt 7) | 7                                           | Duran Duran                                 | I Don’t Want Your Love Duran Duran                                       | – |
| 42. Woche 1 Woche | 1                                           | U2                                          | Desire U2                                                                | – |
| 43.–48. Woche 6 Wochen (insgesamt 7) | 7                                           | Duran Duran                                 | I Don’t Want Your Love Duran Duran                                       | – |
| 49.–50. Woche 2 Wochen | 2                                           | Jovanotti                                   | È qui la festa? Claudio Cecchetto, Jovanotti, Stefano Tirone             | – |
| 51.–52. Woche 2 Wochen | 2                                           | Phil Collins                                | A Groovy Kind of Love Carole Bayer Sager                                 | Collins nahm die Coverversion für den Soundtrack des Films Buster auf. |

## Alben
| ← 1987 ← | Liste der Nummer-eins-Alben in Italien (M&D) | Liste der Nummer-eins-Alben in Italien (M&D) | Liste der Nummer-eins-Alben in Italien (M&D) | 1989 →                                                                     |
| \| Zeitraum \| Wo. ges. \| Interpret \| Titel \| Zusätzliche Informationen \| \| (Zeitraum, Wochen auf Platz eins, Interpret, Titel, zusätzliche Informationen) \| \| \| \| \| \| ------------------------------------------------------------------------------ \| -------- \| ---------------------------- \| ------------------------ \| -------------------------------------------------------------------------- \| \| 1.–4. Woche 4 Wochen \| 4 \| Adriano Celentano \| La pubblica ottusità \| – \| \| 5. Woche 1 Woche (insgesamt 2) \| 2 \| Eros Ramazzotti \| In certi momenti \| – \| \| 6.–7. Woche 2 Wochen \| 2 \| Riccardo Cocciante \| La grande avventura \| – \| \| 8. Woche 1 Woche \| 1 \| Luca Carboni \| Luca Carboni \| – \| \| 9. Woche 1 Woche \| 1 \| Mina \| Oggi ti amo di più \| – \| \| 10.–11. Woche 2 Wochen \| 2 \| Various Artists \| Sanremo ’88 \| Die Kompilation zum Sanremo-Festival 1988 stieg direkt auf Platz eins ein. \| \| 12.–16. Woche 5 Wochen \| 5 \| Renzo Arbore \| Discao meravigliao \| – \| \| 17. Woche 1 Woche (insgesamt 2) \| 2 \| Luca Barbarossa \| Non tutti gli uomini \| – \| \| 18. Woche 1 Woche \| 1 \| Franco Battiato \| Fisiognomica \| – \| \| 19. Woche 1 Woche (insgesamt 2) \| 2 \| Luca Barbarossa \| Non tutti gli uomini \| – \| \| 20. Woche 1 Woche \| 1 \| Sade \| Stronger Than Pride \| – \| \| 21.–25. Woche 5 Wochen \| 5 \| Prince \| Lovesexy \| – \| \| 26.–37. Woche 12 Wochen \| 12 \| Lucio Dalla & Gianni Morandi \| Dalla/Morandi \| – \| \| 38.–39. Woche 2 Wochen (insgesamt 11) \| 11 \| Tracy Chapman \| Tracy Chapman \| – \| \| 40.–42. Woche 3 Wochen \| 3 \| Antonello Venditti \| In questo mondo di ladri \| – \| \| 43.–51. Woche 9 Wochen \| 9 \| U2 \| Rattle and Hum \| – \| \| 52. Woche 1988 – 8. Woche 1989 9 Wochen (insgesamt 11) \| 11 \| Tracy Chapman \| Tracy Chapman \| – \| |                                              |                                              |                                              |                                                                            |
| ← 1987 |                                              |                                              |                                              | → 1989 →                                                                   |
| Zeitraum | Wo. ges.                                     | Interpret                                    | Titel                                        | Zusätzliche Informationen                                                  |
| (Zeitraum, Wochen auf Platz eins, Interpret, Titel, zusätzliche Informationen) |                                              |                                              |                                              |                                                                            |
| 1.–4. Woche 4 Wochen | 4                                            | Adriano Celentano                            | La pubblica ottusità                         | –                                                                          |
| 5. Woche 1 Woche (insgesamt 2) | 2                                            | Eros Ramazzotti                              | In certi momenti                             | –                                                                          |
| 6.–7. Woche 2 Wochen | 2                                            | Riccardo Cocciante                           | La grande avventura                          | –                                                                          |
| 8. Woche 1 Woche | 1                                            | Luca Carboni                                 | Luca Carboni                                 | –                                                                          |
| 9. Woche 1 Woche | 1                                            | Mina                                         | Oggi ti amo di più                           | –                                                                          |
| 10.–11. Woche 2 Wochen | 2                                            | Various Artists                              | Sanremo ’88                                  | Die Kompilation zum Sanremo-Festival 1988 stieg direkt auf Platz eins ein. |
| 12.–16. Woche 5 Wochen | 5                                            | Renzo Arbore                                 | Discao meravigliao                           | –                                                                          |
| 17. Woche 1 Woche (insgesamt 2) | 2                                            | Luca Barbarossa                              | Non tutti gli uomini                         | –                                                                          |
| 18. Woche 1 Woche | 1                                            | Franco Battiato                              | Fisiognomica                                 | –                                                                          |
| 19. Woche 1 Woche (insgesamt 2) | 2                                            | Luca Barbarossa                              | Non tutti gli uomini                         | –                                                                          |
| 20. Woche 1 Woche | 1                                            | Sade                                         | Stronger Than Pride                          | –                                                                          |
| 21.–25. Woche 5 Wochen | 5                                            | Prince                                       | Lovesexy                                     | –                                                                          |
| 26.–37. Woche 12 Wochen | 12                                           | Lucio Dalla & Gianni Morandi                 | Dalla/Morandi                                | –                                                                          |
| 38.–39. Woche 2 Wochen (insgesamt 11) | 11                                           | Tracy Chapman                                | Tracy Chapman                                | –                                                                          |
| 40.–42. Woche 3 Wochen | 3                                            | Antonello Venditti                           | In questo mondo di ladri                     | –                                                                          |
| 43.–51. Woche 9 Wochen | 9                                            | U2                                           | Rattle and Hum                               | –                                                                          |
| 52. Woche 1988 – 8. Woche 1989 9 Wochen (insgesamt 11) | 11                                           | Tracy Chapman                                | Tracy Chapman                                | –                                                                          |